# جابور تشازار
جابور تشازار (بالمجرية: Császár Gábor)‏ (مواليد 16 يونيو 1984) لاعب كرة يد مجري يلعب لصالح نادي كاداتن شافهاوزن السويسري ويمثل منتخب المجر.

## روابط خارجية
- جابور تشازار على موقع الاتحاد الأوروبي لكرة اليد (الإنجليزية)
- جابور تشازار على موقع الاتحاد الفرنسي لكرة اليد (الفرنسية)
- جابور تشازار على موقع أوليمبيديا (الإنجليزية)